# Борозни Ріттера

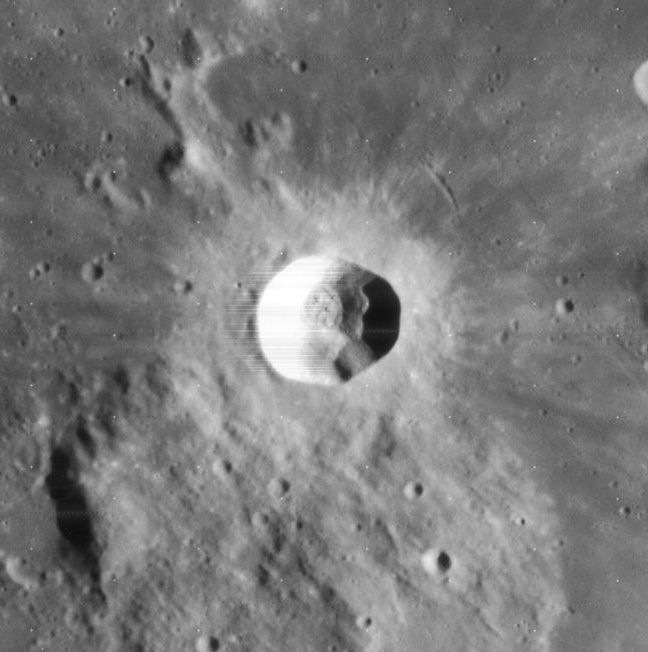
Борозни Ріттера на світлині зі станції Lunar Orbiter 4. Розташовані північно-східніше від кратера Діонісій (по центру зображення)

Бо́розни Ріттера (лат. Rimae Ritter) — система з декількох довгих вузьких неглибоких западин на поверхні Місяця загальною протяжністю близько 100 км, які розташовані на північний схід від каратера Діонісій. На південно-західному кінці борозен знаходиться кратер Ріттер.
Селенографічні координати 3°30′ пн. ш. 17°58′ сх. д. / 3.5° пн. ш. 17.97° сх. д..
Назва борозен походить від найбільшого з розташованих неподалік кратерів кратера Ріттер, який у свою чергу був названий на честь німецького географа Карла Ріттера (1779—1859) і німецького інженера-будівельника Августа Ріттера (1826—1908)